# Divuit Regnes

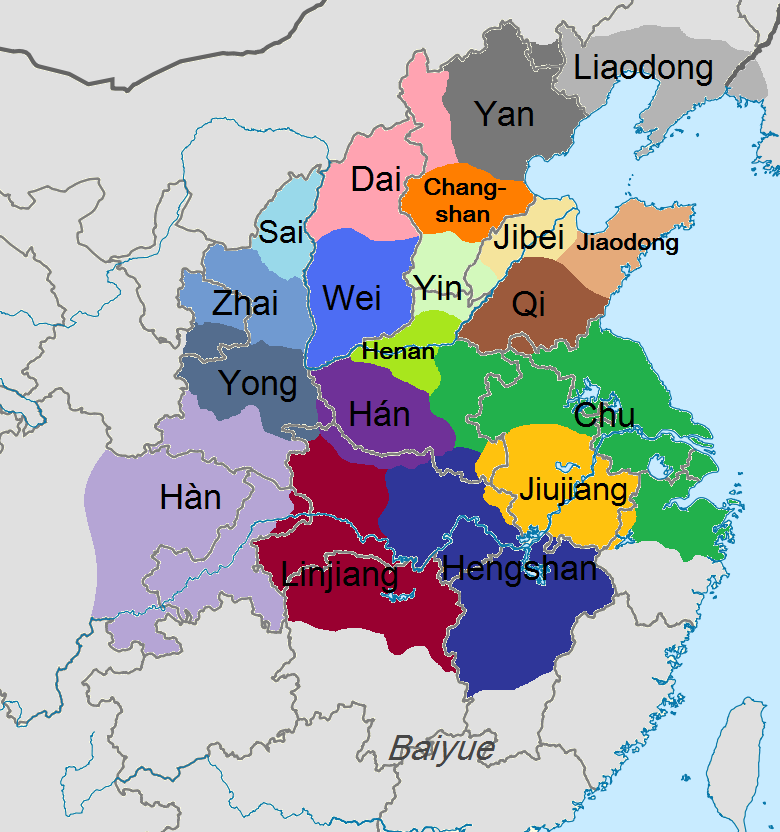
Divuit Regnes.

Els Divuit Regnes (十八国) es refereixen als divuit principats feudals o regnes creats per Xiang Yu en la Xina en el 206 aC, després del col·lapse de la Dinastia Qin, i abans de la fundació de la Dinastia Han. Els detalls de la divisió feudal són els següents:
| Nom            | Nom (xinès) | Governant                                           | Les àrees cobertes (en la Xina actual)                 |
| -------------- | ----------- | --------------------------------------------------- | ------------------------------------------------------ |
| Chu Occidental | 西楚        | Xiang Yu                                            | Jiangsu, nord d'Anhui, nord de Zhejiang i est de Henan |
| Han            | 漢          | Liu Bang                                            | Sichuan, Chongqing i el sud de Shaanxi                 |
| Yong           | 雍          | Zhang Han (general de Qin)                          | Shaanxi central                                        |
| Sai            | 塞          | Sima Xin (general de Qin)                           | Nord-est de Shaanxi                                    |
| Di             | 翟          | Dong Yi (general de Qin)                            | Nord de Shaanxi                                        |
| Hengshan       | 衡山        | Wu Rui (oficial de Qin amb el suport de tribus Yue) | Hubei oriental, Jiangxi                                |
| Hán            | 韓          | Han Cheng (reialesa de Hán)                         | Sud-oest de Henan                                      |
| Dai            | 代          | Zhao Xie (reialesa Zhao)                            | Nord de Shanxi, nord-oest de Hebei                     |
| Henan          | 河南        | Shen Yang (oficial de Zhao)                         | Nord-oest de Henan                                     |
| Changshan      | 常山        | Zhang Er (vicecanceller de Zhao)                    | Hebei central                                          |
| Yin            | 殷          | Sima Ang (general de Zhao)                          | Nord de Henan i sud de Hebei                           |
| Wei Occidental | 西魏        | Wei Bao (reialesa de Wei)                           | Sud de Shanxi                                          |
| Jiujiang       | 九江        | Ying Bu (general Chu)                               | Sud i centre d'Anhui                                   |
| Linjiang       | 臨江        | Gong Ao (general Chu)                               | Oest de Hubei i nord de Hunan                          |
| Yan            | 燕          | Zang Tu (general de Yan)                            | Nord de Hebei, Beijing, Tianjin                        |
| Liaodong       | 遼東        | Han Guang (reialesa de Yan)                         | Sud de Liaoning                                        |
| Qi             | 齊          | Tian Du (general de Qi)                             | Oest i centre de Shandong                              |
| Jiaodong       | 膠東        | Tian Fu (reialesa de Qi)                            | Est de Shandong                                        |
| Jibei          | 濟北        | Tian An (líder rebel Qi rebel)                      | Nord de Shandong                                       |